# Tosca (geslacht)
Tosca is een geslacht van vlinders van de familie tastermotten (Gelechiidae).

## Soorten
- T. elachistella (Busck, 1906)
- T. plutonella Heinrich, 1920
- T. pollostella (Busck, 1906)